# Etoile Elsautoise
Etoile Elsautoise is een Belgische voetbalclub uit Elsaute, een gehucht op de grens van Clermont en Hendrik-Kapelle. De club is bij de KBVB aangesloten met stamnummer 6548 en heeft groen en wit als kleuren. De club speelde bijna heel haar bestaan in de provinciale reeksen. Elsautoise speelt op de terreinen van het Stade Crosset, in het zuiden van Hendrik-Kapelle.

## Geschiedenis
De club sloot zich aan bij de Belgische Voetbalbond in 1961 en ging van start in de provinciale reeksen. In 1987 bereikte men voor het eerst het hoogste provinciale niveau. Daarna zakte men weer terug. Vanaf de tweede helft van de jaren 90 zou de club weer langzaam opklimmen. Zo promoveerde men in 1997 van Derde naar Tweede Provinciale. Dankzij een kampioenstitel in 2003 promoveerde men opnieuw naar Eerste Provinciale.
De club kon zich verscheidene seizoenen handhaven op het hoogste provinciale niveau, tot men er 2010 kampioen werd. Voor het eerst stootte de club zo door naar de nationale reeksen, naar Vierde Klasse.

## Resultaten
| 2016/17 |  |  |  |  |   |   | 8 | Tweede Prov. Luik C   | 38 |                                                                 |
| 2017/18 |  |  |  |  |   |   | 5 | Tweede Prov. Luik C   | 53 |                                                                 |
| 2018/19 |  |  |  |  |   |   | 2 | Tweede Prov. Luik C   | 65 |                                                                 |
| 2019/20 |  |  |  |  |   |   | 1 | Tweede Prov. Luik C   | 47 |                                                                 |
| 2020/21 |  |  |  |  |   | - |   | Eerste Prov. Luik     | -  | Competitie na vier speeldagen stopgezet vanwege COVID-19-virus. |
| 2021/22 |  |  |  |  |   | 2 |   | Eerste Prov. Luik     | 59 |                                                                 |
| 2022/23 |  |  |  |  |   | 1 |   | Eerste Prov. Luik     | 69 |                                                                 |
| 2023/24 |  |  |  |  | 6 |   |   | Derde Afdeling ACFF B | 46 |                                                                 |
| 2024/25 |  |  |  |  | 2 |   |   | Derde Afdeling ACFF B | 55 |                                                                 |
| 2025/26 |  |  |  |  |   |   |   | Derde afdeling ACCF B |    |                                                                 |